# Il consulente matrimoniale

Eric Idle, Carol Cleveland e Michael Palin (sullo sfondo) in E ora qualcosa di completamente diverso.

Il consulente matrimoniale (Marriage Guidance Counsellor) è uno sketch del Monty Python's Flying Circus trasmesso nel secondo episodio della prima serie e appare anche nel film E ora qualcosa di completamente diverso. In questo sketch appare per la prima volta Carol Cleveland.

## Lo sketch
Lo sketch inizia con una coppia di coniugi, Arthur Pewty e sua moglie Deirdre (Michael Palin e Carol Cleveland) vanno da un consulente matrimoniale (Eric Idle). Però il consulente comincia a sedurre la donna mentre Pewty parla dei loro problemi e sul fatto che lui sospetta di lei. Poi Pewty se ne va rattristito mentre il consulente fa l'amore con Deirdre, ma, dopo essere uscito dall'ufficio, compare un uomo vestito da cowboy (John Cleese) che dice a Pewty di non fuggire e "di essere uomo". Dopo queste parole, Pewty, convinto, rientra nell'ufficio, ma viene scacciato dal consulente e Pewty se ne va di nuovo. Alla fine compare un cavaliere (Terry Gilliam) che colpisce la testa di Pewty con un pollo di gomma.

## E ora qualcosa di completamente diverso
Lo sketch compare anche nel film E ora qualcosa di completamente diverso dove al posto del cowboy c'è la voce di Dio e al posto del cavaliere con il pollo di gomma c'è un peso di 16 tonnellate.